# Арсео
Острів Арсео — невеликий незаселений острів у провінції Малампа, Вануату в Тихому океані. Орієнтовна висота місцевості над рівнем моря становить приблизно 172 м.   Поруч розташовані два невеликих острова: Леумананг і Варо. 

## Населення
Станом на 1999 рік офіційна чисельність місцевого населення становила 290 осіб. Однак на 2009 рік острів повністю безлюдний. 